# Landschaftsschutzgebiet Kalle/Osterkalle/Westerkalle
Das Landschaftsschutzgebiet Kalle/Osterkalle/Westerkalle mit 220 ha Flächengröße liegt im Gemeindegebiet von Kalletal. Es wurde 1995 mit dem Landschaftsplan Nr. 4 Kalletal durch den Kreistag des Kreises Lippe erstmals als Landschaftsschutzgebiet (LSG) ausgewiesen. 2004 erfolgte die erneute Ausweisung durch den Kreistag mit dem geänderten Landschaftsplan.

## Beschreibung
Das LSG umfasst neun Teilflächen, die durch bebaute Bereiche getrennt sind. Im Landschaftsschutzgebiet liegen Teilbereiche der Bäche Kalle, Osterkalle, Westerkalle, Kallbach und eines namenlosen Baches sowie Teile der Bachauen. Im Norden geht das LSG bis zur Mündung in die Weser. Die Bäche sind weitgehend naturnah mäandrierend, aber auch streckenweise begradigt mit Uferwällen. In den teils schnell fließenden Bächen liegen auch Flachwasserzonen, Steiluferbereiche, Kolke und Wasserschnellen. Der Grund der Bäche ist teils kiesig und teils schlammig-sandig. Meist gibt es einen Gehölzsaum oder Waldbestände an den Bächen und teils Röhrichtbestände. Am Bach liegen Bach-Erlen-Eschenwälder, Erlensäume, Weidengebüsche und Eichen-Hainbuchenniederwald. Auch Bereiche mit Kopfweiden kommen vor. In der Bauaue wird Grünland als Weide und Mähweide genutzt. Stellenweise tritt Feucht- bis Nassgrünland mit Flutmulden und Sumpfbinsenbeständen auf.

## Schutzzwecke für das LSG
Laut Landschaftsplan erfolgte die Ausweisung des LSG
- „zur Erhaltung und Wiederherstellung der Leistungsfähigkeit des Naturhaushaltes in ökologisch besonders wertvoll strukturierten Bereichen mit Wasser-, Klima- und Biotopschutzfunktionen,“
- „zur Erhaltung und Wiederherstellung von Quellbereichen und naturnahen Fließgewässern, Grünland und naturnahen Waldbereichen unterschiedlicher Feuchtestufen, Feldgehölzen, Hecken und Obstwiesen,“
- „zur Erhaltung morphologisch ausgeprägter Bereiche zur Sicherung der landschaftlichen Eigenart und Vielfalt für die Erholung,“
- „zur Erhaltung wertvoller Biotopkomplexe aus Wald-Gründlandbereichen, Fließgewässern und Quellen mit wichtigen Trittstein- und Vernetzungsfunktionen,“
- „zur Erhaltung und Wiederherstellung wichtiger Rückzugsräume für die bedrohte Tier- und Pflanzenwelt,“
- „zur Sicherung der das Orts- und Landschaftsbild gliedernden und belebenden und die dörflichen Siedlungsstrukturen prägenden Freiraumelemente.“[1]

## Rechtliche Vorschriften
Im Landschaftsschutzgebiet ist unter anderem das Errichten von Bauten und das Anlegen von Fischteichen verboten.